# María Irene Paleólogo
Irene Paleólogo (en griego: Ειρήνη Παλαιολογίνα, 1327-después de 1356) fue una princesa bizantina y zarina consorte de Bulgaria. También era conocida como María Paleólogo (en griego: Μαρία Παλαιολογίνα).
Sus padres fueron Andrónico III Paleólogo y Ana de Saboya, mientras que sus hermanos fueron Juan V Paleólogo y Miguel Paleólogo.
Se casó en 1336 con el zar Miguel Asen IV de Bulgaria. En 1355, su marido murió en una batalla con los turcos otomanos cerca de Sofía. Irene decidió quedarse como monja en el monasterio de Mesembria (actual Nesebar) y adoptó el nombre de Matiasa. Murió alrededor de 1399 y fue enterrada en Mesembria.
No se sabe nada más sobre ella, excepto que era una cristiana ortodoxa.